# Culicoides salihi
Culicoides salihi är en tvåvingeart som beskrevs av Khalaf 1952. Culicoides salihi ingår i släktet Culicoides och familjen svidknott. Inga underarter finns listade i Catalogue of Life.